# (52266) Van Flandern
(52266) Van Flandern es un asteroide que forma parte del Cinturón de asteroides, descubierto el 10 de enero de 1986 por Carolyn Shoemaker y por su esposo que también era astrónomo Eugene Shoemaker desde el Observatorio del Monte Palomar, Estados Unidos.

## Designación y nombre
Designado provisionalmente como 1986 AD. Fue Nombrado en memoria de Tom Van Flandern (1940-2009) quien predijo y analizó exhaustivamente ocultaciones lunares en el Observatorio Naval de los Estados Unidos. en la década de 1970. En 1979 publicó artículos pioneros sobre la dinámica de planetas menores binarios. Ayudó a mejorar la precisión del GPS y estableció Meta Research para respaldar ideas cosmológicas alternativas.

## Características orbitales
Van Flandern está situado a una distancia media del Sol de 2,335 ua, pudiendo alejarse hasta 2,848 ua y acercarse hasta 1,821 ua. Su excentricidad es 0,220 y la inclinación orbital 23,714 grados. Emplea 1302,99 días en completar una órbita alrededor del Sol.
Pertenece a la familia de asteroides de (25) Phocaea.

## Características físicas
La magnitud absoluta de Van Flandern es 14,06. Tiene 3,492 km de diámetro y su albedo se estima en 0,249.